# 阿尔弗里德·克虏伯
阿尔弗里德·克虏伯，全称：阿尔弗利德·费利克斯·阿尔文·克虏伯·冯·波伦-哈尔巴赫（德語：Alfried Krupp，1907年8月13日—1967年7月30日），德国男子帆船运动员，克虏伯家族成员。克虏伯家族康采恩第11代总裁。也是克虏伯家族康采恩最后一代独裁总裁，阿尔弗利德之子昂德特有条件放弃产业继承，使克虏伯公司成为了股份有限公司。他曾代表德国参加1936年夏季奥林匹克运动会帆船比赛，获得一枚铜牌。